# 南部駒賞
南部駒賞（なんぶこましょう）は、岩手県競馬組合が施行するサラブレッド系2歳馬による地方競馬の重賞競走（M1）である。正式名称は「農林水産省東北農政局長賞  河北新報社杯 南部駒賞」。
副賞は、農林水産省東北農政局長賞、河北新報賞、株式会社優駿賞、岩手県知事賞、岩手県馬事振興会会長賞、奥州市長賞、開催執務委員長賞（2024年）

## 概要
1973年創設。現在はダート1600メートルの距離で行われている（施行競馬場・距離の変遷は、#歴代優勝馬を参照。）。
創設から長い間、岩手の2歳馬ナンバーワンを決定するレースであったが、2000年に東北サラブレッド3歳チャンピオン(旧年齢)と統合し、「東北サラブレッド3歳チャンピオン南部駒賞」に名称変更の上、東北地区交流競走となった。
翌2001年に馬齢表示の変更で「東北ジュベナイルチャンピオン南部駒賞」に名称変更。2004年に再び元の「南部駒賞」へと名称変更し、地方全国交流競走となった。2014年現在、岩手競馬の2歳三冠第二戦に位置づけられている。
2016年に岩手競馬で重賞格付け制度が開始され、M1に格付けされた。
2018年は、禁止薬物検出問題の影響による開催中止のため施行されなかった。
2016年まではスタリオンシリーズに指定されていた。2017年は外れたが、2019年はHITスタリオンシリーズに、2020年から岩手競馬のスタリオンシリーズに指定されている。
2020年から2022年は未来優駿シリーズに、2021年と2022年は2歳チャンピオンシリーズの対象競走に指定された。
2024年はレース名が「農林水産省東北農政局長賞 河北新報杯 南部駒賞」となった。

### 条件・賞金等（2024年）
出走条件
サラブレッド系2歳、地方競馬全国交流
- 若駒賞の3着以上の馬に優先出走権がある。

負担重量
定量（55kg、牝馬1kg減）。
賞金等
賞金額は1着800万円、2着280万円、3着160万円、4着104万円、5着56万円、着外手当は4万円。
（株）優駿が協賛し、アルクトスの配合権利が優勝馬馬主への副賞となっている。
JRA認定競走としても施行されている。

## 歴代優勝馬
1983年以前の盛岡は、旧・盛岡競馬場。
| 回数   | 施行日         | 競馬場 | 距離   | 優勝馬             | 性齢 | 所属   | 勝時計 | 優勝騎手   | 管理調教師 |
| ------ | -------------- | ------ | ------ | ------------------ | ---- | ------ | ------ | ---------- | ---------- |
| 第1回  | 1973年10月14日 | 盛岡   | D1100m | カネシラン         | 牝2  | 岩手   | 1:10.4 | 小西重征   | 小西善一郎 |
| 第2回  | 1974年9月29日  | 盛岡   | D1100m | カネコギク         | 牝2  | 岩手   | 1:09.9 | 小西重征   | 小西善一郎 |
| 第3回  | 1975年10月27日 | 盛岡   | D1420m | サカノエミール     | 牝2  | 岩手   | 1:31.8 | 平澤芳三   | 櫻田浩三   |
| 第4回  | 1976年11月14日 | 水沢   | D1420m | サカモトスピード   | 牝2  | 岩手   | 1:32.0 | 新田守     | 佐々木豊   |
| 第5回  | 1977年10月2日  | 水沢   | D1420m | ダイニザボテコ     | 牡2  | 岩手   | 1:32.5 | 佐々木恒   | 佐々木豊   |
| 第6回  | 1978年10月15日 | 盛岡   | D1420m | フロントキング     | 牝2  | 岩手   | 1:32.6 | 村上実     | 城地藤男   |
| 第7回  | 1979年10月1日  | 水沢   | D1420m | タケミパワー       | 牡2  | 岩手   | 1:36.3 | 熊谷昇     | 小西善一郎 |
| 第8回  | 1980年10月26日 | 盛岡   | D1420m | トカチスピード     | 牝2  | 岩手   | 1:32.7 | 小竹清一   | 志村貞喜   |
| 第9回  | 1981年10月25日 | 盛岡   | D1420m | ハワイアンメロデイ | 牡2  | 岩手   | 1:31.2 | 村上昌幸   | 阿部時男   |
| 第10回 | 1982年10月24日 | 盛岡   | D1420m | グランクルス       | 牡2  | 岩手   | 1:33.8 | 菅原勲     | 菅原和治   |
| 第11回 | 1983年11月5日  | 盛岡   | D1750m | ノリヒデタマナー   | 牝2  | 岩手   | 1:56.6 | 小野寺三男 | 高橋武     |
| 第12回 | 1984年11月18日 | 水沢   | D1600m | ミヤシロフアミリー | 牡2  | 岩手   | 1:46.9 | 佐藤浩一   | 小西善一郎 |
| 第13回 | 1985年11月17日 | 水沢   | D1600m | ジヨージアセイコウ | 牡2  | 岩手   | 1:43.5 | 村上昌幸   | 村上初男   |
| 第14回 | 1986年11月24日 | 水沢   | D1600m | カナンフブキ       | 牝2  | 岩手   | 1:45.8 | 菅原勲     | 菅原初郎   |
| 第15回 | 1987年11月9日  | 水沢   | D1600m | シヤドウイメージ   | 牡2  | 岩手   | 1:46.3 | 佐藤浩一   | 大和正四郎 |
| 第16回 | 1988年11月13日 | 水沢   | D1600m | スイフトセイダイ   | 牡2  | 岩手   | 1:45.5 | 小竹清一   | 城地藤男   |
| 第17回 | 1989年10月9日  | 水沢   | D1600m | ロツキータロー     | 牡2  | 岩手   | 1:48.2 | 千田知幸   | 小西善一郎 |
| 第18回 | 1990年10月8日  | 水沢   | D1600m | ロイヤルポイント   | 牡2  | 岩手   | 1:44.8 | 菅原勲     | 村上実     |
| 第19回 | 1991年10月14日 | 水沢   | D1600m | ミヤシロテュードオ | 牡2  | 岩手   | 1:43.2 | 佐藤浩一   | 櫻田新一郎 |
| 第20回 | 1992年10月10日 | 水沢   | D1600m | エビスサクラ       | 牡2  | 岩手   | 1:46.0 | 菅原勲     | 阿部時男   |
| 第21回 | 1993年11月22日 | 水沢   | D1600m | ナカトップカシマ   | 牝2  | 岩手   | 1:45.1 | 菅原勲     | 阿部時男   |
| 第22回 | 1994年11月19日 | 水沢   | D1600m | サカモトリードワン | 牡2  | 岩手   | 1:47.3 | 三野宮通   | 村上実     |
| 第23回 | 1995年11月18日 | 水沢   | D1600m | テツノジョージ     | 牡2  | 岩手   | 1:49.5 | 菅原勲     | 菅原右吉   |
| 第24回 | 1996年11月10日 | 盛岡   | D1600m | アプローズフラワー | 牝2  | 岩手   | 1:39.1 | 佐藤雅彦   | 櫻田浩三   |
| 第25回 | 1997年11月9日  | 盛岡   | D1600m | ミヤシロブルボン   | 牡2  | 岩手   | 1:43.1 | 菅原勲     | 千葉博     |
| 第26回 | 1998年11月15日 | 盛岡   | D1600m | ウツミトップガン   | 牡2  | 岩手   | 1:39.9 | 小林俊彦   | 小林義明   |
| 第27回 | 1999年11月21日 | 盛岡   | D1600m | ウツミダンスダンス | 牝2  | 岩手   | 1:40.5 | 関本浩司   | 葛西勝幸   |
| 第28回 | 2000年12月10日 | 水沢   | D1600m | マルハチマエストロ | 牡2  | 上山   | 1:42.3 | 小国博行   | 横山崇司   |
| 第29回 | 2001年12月9日  | 水沢   | D1600m | ツルマルダンサー   | 牝2  | 上山   | 1:45.9 | 関本淳     | 佐藤英一   |
| 第30回 | 2002年12月8日  | 水沢   | D1600m | カガリボーイ       | 牡2  | 上山   | 1:43.2 | 沢田盛夫利 | 太田勝雄   |
| 第31回 | 2003年11月23日 | 盛岡   | D1600m | スウィープザボード | 牡2  | 岩手   | 1:39.2 | 村上忍     | 小西重征   |
| 第32回 | 2004年11月14日 | 水沢   | D1600m | スマートシェーブ   | 牡2  | 北海道 | 1:43.0 | 川島洋人   | 成田春男   |
| 第33回 | 2005年11月13日 | 水沢   | D1600m | モエレスターダム   | 牡2  | 北海道 | 1:41.4 | 山口竜一   | 堂山芳則   |
| 第34回 | 2006年11月12日 | 水沢   | D1600m | パラダイスフラワー | 牝2  | 岩手   | 1:43.3 | 小林俊彦   | 櫻田浩三   |
| 第35回 | 2007年11月18日 | 水沢   | D1600m | トーホウノゾミ     | 牝2  | 岩手   | 1:44.0 | 沢田盛夫利 | 千葉四美   |
| 第36回 | 2008年11月16日 | 水沢   | D1600m | ワタリシンセイキ   | 牡2  | 岩手   | 1:43.3 | 関本淳     | 三野宮通   |
| 第37回 | 2009年11月15日 | 水沢   | D1600m | ロックハンドスター | 牡2  | 岩手   | 1:39.8 | 菅原勲     | 瀬戸幸一   |
| 第38回 | 2010年11月14日 | 水沢   | D1600m | ベストマイヒーロー | 牡2  | 岩手   | 1:44.2 | 菅原勲     | 瀬戸幸一   |
| 第39回 | 2011年11月13日 | 盛岡   | D1600m | アスペクト         | 牡2  | 岩手   | 1:39.4 | 山本政聡   | 櫻田浩三   |
| 第40回 | 2012年11月18日 | 水沢   | D1600m | オグリタイム       | 牡2  | 北海道 | 1:41.3 | 川島雅人   | 米川昇     |
| 第41回 | 2013年11月17日 | 水沢   | D1600m | ライズライン       | 牡2  | 岩手   | 1:41.8 | 小林俊彦   | 千葉幸喜   |
| 第42回 | 2014年11月16日 | 水沢   | D1600m | ロールボヌール     | 牡2  | 岩手   | 1:40.6 | 山本聡哉   | 千葉幸喜   |
| 第43回 | 2015年11月15日 | 水沢   | D1600m | メジャーリーガー   | 牡2  | 岩手   | 1:40.9 | 関本淳     | 小林義明   |
| 第44回 | 2016年11月13日 | 水沢   | D1600m | ベンテンコゾウ     | 牡2  | 岩手   | 1:39.8 | 村上忍     | 菅原勲     |
| 第45回 | 2017年11月12日 | 水沢   | D1600m | ダモンデ           | 牡2  | 北海道 | 1:44.3 | 高松亮     | 田中淳司   |
| 第46回 | 2019年11月10日 | 盛岡   | D1600m | モリノブレイク     | 牡2  | 北海道 | 1:38.4 | 岩橋勇二   | 角川秀樹   |
| 第47回 | 2020年11月15日 | 盛岡   | D1600m | ギガキング         | 牡2  | 北海道 | 1:38.4 | 服部茂史   | 田中淳司   |
| 第48回 | 2021年10月31日 | 盛岡   | D1600m | エイシンシュトルム | 牡2  | 北海道 | 1:39.8 | 山本咲希到 | 松本隆宏   |
| 第49回 | 2022年10月16日 | 盛岡   | D1600m | エイシンケプラー   | 牡2  | 北海道 | 1:40.1 | 山本咲希到 | 松本隆宏   |
| 第50回 | 2023年11月12日 | 盛岡   | D1600m | フジユージーン     | 牡2  | 岩手   | 1:38.0 | 村上忍     | 瀬戸幸一   |
| 第51回 | 2024年11月17日 | 水沢   | D1600m | バリウィール       | 牡2  | 北海道 | 1:42.5 | 石川倭     | 小国博行   |

- 馬齢は2000年以前も現表記を用いている。

### 各回競走結果の出典
- 南部駒賞　歴代優勝馬 - 地方競馬全国協会